# Franz Schmidt Silva
Franz Wendelin Schmidt Silva (Lima, Provincia de Lima, Perú, 3 de mayo de 2000) es un futbolista peruano, que juega como defensor central y su equipo actual es Alianza Universidad de la Liga 2.

## Trayectoria

### Inicios
Inició su formación como futbolista en el Club Academia de Fútbol Club Andrés Campeón, con un paso posterior por la USMP. 

### Alianza Lima
Para el año 2017, llega a Alianza Lima para continuar su etapa formativa y disputar distintos torneos de menores. En la temporada siguiente, 2018, es ascendido al equipo de reserva donde se gana un puesto de titular y anota 4 goles en dicho Torneo de Reserva. Firma su primer contrato como futbolista profesional el 2019.

### Unión Huaral
Para la mitad del 2019 es cedido al club Unión Huaral donde debuta en Liga 2 en la victoria del club huaralino frente al Sport Loreto 1-0.

### Carlos A. Mannucci
Para el 2020, es cedido al club Carlos A. Mannucci donde debuta en la Liga 1 frente a Sport Huancayo.

## Selección nacional

### Selección peruana sub-17
Fue parte de la selección peruana sub-17 con la que disputó el campeonato sudamericano de la categoría en 2017.

## Estadísticas
| Club                     | Temporada           | Liga | Liga | Liga | Copas Nacionales | Copas Nacionales | Copas Nacionales | Copas Internacionales | Copas Internacionales | Copas Internacionales | Total | Total | Total |
| Club                     | Temporada           | PJ   | G    | A    | PJ               | G                | A                | PJ                    | G                     | A                     | PJ    | G     | A     |
| ------------------------ | ------------------- | ---- | ---- | ---- | ---------------- | ---------------- | ---------------- | --------------------- | --------------------- | --------------------- | ----- | ----- | ----- |
| Unión Huaral · Perú      | 2019                | 1    | 0    | 0    | -                | -                | -                | -                     | -                     | -                     | 1     | 0     | 0     |
| Unión Huaral · Perú      | 2021                | 4    | 0    | 0    | -                | -                | -                | -                     | -                     | -                     | 4     | 0     | 0     |
| Unión Huaral · Perú      | Total               | 5    | 0    | 0    | 0                | 0                | 0                | 0                     | 0                     | 0                     | 5     | 0     | 0     |
| Carlos A. Manucci · Perú | 2020                | 2    | 0    | 0    | -                | -                | -                | -                     | -                     | -                     | 2     | 0     | 0     |
| Carlos A. Manucci · Perú | Total               | 2    | 0    | 0    | -                | -                | -                | -                     | -                     | -                     | 2     | 0     | 0     |
| Total en su carrera      | Total en su carrera | 7    | 0    | 0    | 0                | 0                | 0                | 0                     | 0                     | 0                     | 7     | 0     | 0     |